# NGC 84
NGC 84(PGC 3325897)は、アンドロメダ座の方角に位置する恒星である。1884年11月14日にギヨーム・ビゴルダンによって記録された。天の赤道近くに位置するため、少なくとも一年のある時期には、両半球から見ることができる。PGC 1384としばしば誤認される。
NGC 84は、WikiskyではPGC 1384と表示される 。